# Río Huaynabe
Der Río Huaynabe ist ein 37 km langer rechter Nebenfluss des Río Huallaga in der Provinz Tocache in der Region San Martín in Zentral-Peru.

## Flusslauf
Der Río Huaynabe entspringt im äußersten Osten des Distrikts Uchiza in einem Höhenkamm östlich des Río Huallaga auf einer Höhe von etwa 1100 m. Er fließt anfangs 15 km in südlicher Richtung aus dem Bergland und erreicht das breite Flusstal des Río Huallaga. Dieses durchquert der Río Huaynabe in westsüdwestlicher Richtung. Er bildet nun zahlreiche Flussschlingen und Altarme aus. Bei Flusskilometer 9 kreuzt die Nationalstraße 5N (Tocache–Tingo María) den Fluss. Schließlich mündet der Río Huaynabe 4 km oberhalb der Kleinstadt Santa Lucía in den nach Norden strömenden Río Huallaga.

## Einzugsgebiet
Das Einzugsgebiet des Río Huaynabe umfasst eine Fläche von 194 km². Es liegt im Osten des Distrikts Uchiza. Das Einzugsgebiet grenzt im Nordwesten an das der Flüsse Quebrada Porongo und Quebrada Cachiyacu Santa Ana, im Norden und im Nordosten an das des Río Chupichotal sowie im Süden an das des Río Uchiza und dessen Nebenflusses Río Pacota.

## Fauna
In dem Flusssystem kommt offenbar der Marmor-Gebirgsharnischwels (Chaetostoma changae) aus der Gattung der Gebirgsbachharnischwelse vor.